# Susan McKay
Susan McKay (nascuda el 1957) és una escriptora, periodista i documentalista irlandesa.

## Biografia
Nascut a Derry, a Irlanda del Nord, McKay es va traslladar a Dublín el 1975 per estudiar al Trinity College de Dublín (TCD). El 1981, es va traslladar a Belfast per fer el seu doctorat a la Queen's University of Belfast, però en comptes d'això va esdevenir una de les membres fundadores del Belfast Rape Crisis Centre. Després, va treballar en diversos projectes de desenvolupament comunitari abans de convertir-se en periodista a temps complet el 1989.
McKay va ser corresponsal d'afers socials, i més tard editor d'Irlanda del Nord, per al Sunday Tribune. durant el qual va guanyar diversos premis, incloent-hi el de Periodista de premsa escrita de l'any el 2000 i Redactora de reportatges de l'any.
El 1998 va publicar el seu primer llibre, Sophia's Story, la biografia d'una supervivent d'abús infantil. Altres llibres inclouen Northern Protestants – An Unsettled People, McKay ha descrit com "un estudi de la gent que incòmodament anomeno meva". i Bear in Mind These Dead una història dels Troubles des de la perspectiva dels que van patir.
Del 2009 al 2012, McKay va ser directora general del Consell Nacional de Dones d'Irlanda, però va dimitir en protesta per una retallada del 40% dels fons de l'organització per part del govern.
Ha produït documentals premiats per a ràdio i televisió, com ara The Daughter's Story, sobre les filles de Fran O'Toole, una de les víctimes de la massacre de Miami Showband el 1975, i Inez, A Challenging Woman sobre la líder sindical i activista pels drets humans d'Irlanda del Nord Inez McCormack.
Actualment, escriu per a The Guardian / The Observer, The New York Times, The Irish Times i la London Review of Books.
Va ser nomenada doctora honoris causa en Lletres al Trinity College de Dublín l'1 de desembre de 2023. La citació deia: "Susan McKay és una escriptora i periodista poderosa amb una veu pròpia i distintiva, com és evident per a qualsevol que llegeixi els seus articles a The Irish Times, The Guardian, o la London Review of Books, The New Yorker, o el New York Times, però igualment sorprenent és la seva capacitat d'escoltar . El seu recent nomenament com a defensora del poble de la premsa irlandesa és un testimoni de la seva excepcional integritat".

## Llibres
- Northern Protestants: On Shifting Ground (Blackstaff Press Ltd, 2021) ISBN 978-1780732640
- From Belfast to Basra, and Back Again (Grosvenor House Publishing, 2013) ISBN 978-1781486528
- Bear in Mind These Dead (Faber & Faber, 2008) ISBN 978-0571236961
- Without Fear – 25 Years of the Dublin Rape Crisis Centre (New Island Books, 2005) ISBN 978-1904301875
- Northern Protestants – An Unsettled People (Blackstaff Press Ltd, 2000) ISBN 978-0856406669
- Sophia's Story (Gill & Macmillan Ltd, 1998) ISBN 978-0717137923